# Liste der Monuments historiques in Pons (Charente-Maritime)
Die Liste der Monuments historiques in Pons (Charente-Maritime) führt die Monuments historiques in der französischen Gemeinde Pons auf.

## Liste der Bauwerke
| Bezeichnung              | Beschreibung | Standort                           | Kennzeichnung | Schutzstatus          | Datum          | Bild           |
| ------------------------ | --- | ---------------------------------- | ------------- | --------------------- | -------------- | -------------- |
| Kapelle St-Gilles        | 12. Jahrhundert | (Lage)                             | PA00104842    | Classé                | 1879           | weitere Bilder |
| Château du Fa            | Kapelle, 14. Jahrhundert                                                                                           |                                    | PA00104844    | Inscrit               | 1949           |                |
| Château d’Usson          | zum Château des Egreteaux translozierte Fassadenteile des Château d’Usson in Échebrune, Mitte des 16. Jahrhunderts | Les Egreteaux (Lage)               | PA00104843    | Inscrit               | 1925           | weitere Bilder |
| Burg von Pons            | Donjon von Pons, 12. Jahrhundert, sowie die angrenzenden Burg, heute Hôtel de Ville, 17. Jahrhundert               | (Lage)                             | PA00105316    | Classé Inscrit Classé | 1879 1991 1992 | weitere Bilder |
| Kirche St-Martin         | Ehemalige protestantische Kirche, 1603; Glockenturm, um 1830                                                       | (Lage)                             | PA17000019    | Inscrit               | 1998           | weitere Bilder |
| Kirche St-Vivien         | 12. Jahrhundert | (Lage)                             | PA00104845    | Classé                | 1912           | weitere Bilder |
| Windrad                  | Bollée-Windrad, 1902                                                                                               | Le Clône (Lage)                    | PA17000071    | Classé                | 2006           | weitere Bilder |
| Pilgerhospiz von Pons    | ab 1160 | (Lage)                             | PA00104846    | Classé Inscrit Classé | 1879 1997 1998 | weitere Bilder |
| Hôtel Kervilio-Broussard | Hôtel particulier, 18. Jahrhundert                                                                                 | 46, rue Émile-Combes (Lage)        | PA00104847    | Inscrit               | 1944           | weitere Bilder |
| Haus                     | Gebäudefassade, 16. Jahrhundert, transloziert aus der Rue Vieille-Prison                                           | neben der Kapelle St-Gilles (Lage) | PA00104848    | Inscrit               | 1925           |                |

## Liste der Objekte

### Kirche St-Martin
| Bezeichnung                         | Beschreibung          | Standort | Kennzeichnung | Schutzstatus | Datum | Bild |
| ----------------------------------- | --------------------- | -------- | ------------- | ------------ | ----- | ---- |
| Gemälde Heiliger Rochus mit Hund    | 19. Jahrhundert       | (Lage)   | PM17001328    | Inscrit      | 1982  |      |
| Hauptaltar mit Baldachin            | Holz, 18. Jahrhundert | (Lage)   | PM17001305    | Inscrit      | 1982  |      |
| Gemälde La charité de saint Martin  | 18. Jahrhundert       | (Lage)   | PM17001306    | Inscrit      | 1982  |      |
| Gemälde Der gute Hirte              | 19. Jahrhundert       | (Lage)   | PM17001308    | Inscrit      | 1982  |      |
| Altar mit Retabel und Tabernakel    | Holz, 19. Jahrhundert | (Lage)   | PM17001309    | Inscrit      | 1982  |      |
| Gemälde Himmelfahrt Mariens         | 1785                  | (Lage)   | PM17000240    | Classé       | 1908  |      |
| Skulptur Heiliger Rochus            | Stein, 1631           | (Lage)   | PM17000241    | Classé       | 1908  |      |
| Gemälde Heiliger Martin als Bischof | 19. Jahrhundert       | (Lage)   | PM17001307    | Inscrit      | 1992  |      |

### Rathaus
| Bezeichnung                                                                             | Beschreibung                                              | Standort | Kennzeichnung | Schutzstatus | Datum | Bild |
| --------------------------------------------------------------------------------------- | --------------------------------------------------------- | -------- | ------------- | ------------ | ----- | ---- |
| Büste von Émile Combes                                                                  | Bronze, 1903                                              |          | PM17002081    | Inscrit      | 2005  |      |
| Ölgemälde mit Rahmen: Haut-Maroni, Guyane Française                                     | Anfang des 20. Jahrhunderts                               |          | PM17002083    | Inscrit      | 2005  |      |
| Büro von Émile Combes                                                                   | Holz, 18. Jahrhundert                                     |          | PM17001934    | Inscrit      | 2002  |      |
| Ölgemälde mit Rahmen: Frühling                                                          | 1896; Marie-Thérèse Forget nach Charles-François Daubigny |          | PM17002087    | Inscrit      | 2005  |      |
| Zwei Wahlurnen                                                                          | Eisen, drittes Viertel des 19. Jahrhunderts               |          | PM17002088    | Inscrit      | 2005  |      |
| Ölgemälde mit Rahmen: Rouget de l'Isle chantant la Marseillaise, une icône républicaine | 1895; von Marie Greuillet nach Isidore Pils               |          | PM17002086    | Inscrit      | 2005  |      |
| Skulptur Émile Combes                                                                   | Bronze, 1910                                              |          | PM17002082    | Inscrit      | 2005  |      |
| Ölgemälde mit Rahmen: Enfance d'Hercule                                                 | 1878; von Mezzentini                                      |          | PM17002084    | Inscrit      | 2005  |      |
| Ölgemälde mit Rahmen: Portrait von Germaine, Tochter von Émile Combes                   | Erstes Viertel des 20. Jahrhunderts                       |          | PM17002085    | Inscrit      | 2005  |      |
| Möbel                                                                                   | Holz, 18. Jahrhundert                                     |          | PM17001935    | Inscrit      | 2002  |      |